# Calle de Juan de Dios
La calle de Juan de Dios es una vía pública de la ciudad española de Madrid, situada en el barrio de Universidad, distrito Centro.

## Descripción
La vía discurre desde la calle de San Bernardino hasta la travesía del Conde Duque. Con el título recuerda a un Juan de Dios, que habría perdido todas las propiedades que tenía en la calle en una ocasión en que se desbordó el arroyo de Leganitos. Aparece descrita en Las calles de Madrid (1889) de Hilario Peñasco de la Puente y Carlos Cambronero con las siguientes palabras:

Juan de Dios. Desde la calle de San Bernardino á la travesía del Conde Duque. Aparece con el mismo nombre en el plano de Espinosa. En el terreno de esta calle tenía sus propiedades un hombre llamado Juan de Dios. En una noche de gran avenida por el arroyo de Leganitos, las aguas destruyeron su hacienda, dejándole en la miseria, al punto de que imploraba luego la caridad pública á la puerta del oratorio de San Leonardo.
(Peñasco de la Puente y Cambronero, 1889, p. 280)